# Jeepney TV
Jeepney TV é um canal de televisão por assinatura filipino, que faz parte da Creative Programs, Inc. (uma subsidiária da ABS-CBN Corporation).